# 何孟春
何孟春（1474年—1536年），字子元，號燕泉，湖廣承宣布政使司郴州（今湖南省郴州市）人。明朝政治家，官至吏部左侍郎。大禮議事件人物。

## 生平

### 弘治、正德年間
其祖父何俊，曾任雲南按察司僉事。父親何說，任刑部郎中。何孟春少年時，曾遊學于李東陽門下，學問淵博。弘治六年（1493年），登癸丑科會試第二十八名，廷試二甲第二十二名進士，授兵部主事。言官龐泮下獄時，何孟春上疏論救。明孝宗下詔修建萬壽山毓秀亭、乾清宮西室，役使軍士九千人，合計費用一百多萬兩。何孟春上疏直言極力進諫。清寧宮火災，何孟春亦上萬言書，此後晋升員外郎、郎中，出京管理陝西馬政，其治理清楚，歸還后，呈上治理弊端方略并彈劾巡撫大臣不稱職。
正德初年，出京擔任河南參政，廉潔奉公，升爲太僕寺少卿、太僕寺卿。武宗駕臨宣府，何孟春馳馬疏諫，此後以右副都御史身份巡撫雲南，隨後討伐平定十八寨蠻阿勿、阿寺等叛亂，奏請設立永昌府，增設五個長官司、五個守衛司。此後論功，廕一子，何孟春堅持推辭不接受。

### 嘉靖年間
明世宗繼位后，升任南京兵部右侍郎，途中召任吏部右侍郎。恰逢蘇州府、松州府各地災害頻繁，民間損失巨大。何孟春上疏奏請八件事，得到世宗采納，不久升爲左侍郎。尚书喬宇被罷免，何孟春遂代理掌管吏部事務。
何孟春在雲南時，大禮議事件已經逐漸升溫，他曾上疏反對世宗改變皇考。等到他抵達吏部時，世宗已經尊生父母為興獻帝、興國太后，繼而又改稱本生皇考恭穆獻皇帝、本生聖母章聖皇太后。何孟春遂連續三次上疏反對，均沒有得到批復。當時張璁、桂萼因支持世宗，而列上禮官欺妄十三事，何孟春上疏抗議。兩派劍拔弩張，矛盾激化。
當時，詹事府詹事、翰林、給事中、御史以及六部各司官員群臣各自上疏爭論，情緒激昂。正逢早朝剛結束，何孟春倡導眾人道：“憲宗時，百官在文華門前哭請，爭慈懿皇太后下葬禮節，憲宗聽從了，這是本朝的舊事。”翰林院修撰楊慎亦稱：“國家養士一百五十年，堅守節操大義而死，就在今日。”隨後編修王元正、給事中張翀等在金水橋南攔阻挽留群臣，何孟春、金獻民、徐文華等又號召群臣。隨後兩百余位朝廷大臣在左順門跪請世宗改變旨意，此為左順門事件。
世宗大怒，命錦衣衛逮捕眾臣，并命何孟春為南京工部左侍郎。按照明朝慣例，南京六部只各設右侍郎一職，單獨設立左侍郎，是為降罪。何孟春屢次請辭，直到六年才獲批准。及《明倫大典》修成，世宗削其民籍。久之，何孟春死於家中。隆慶初年，贈禮部尚書，諡文簡。

## 家族
曾祖何義堅，州同知。祖父何俊，按察司佥事。父何说，刑部郎中。母李氏，封安人。重庆下。弟何孟旦。

## 延伸阅读
[在维基数据编辑]
 在维基文库阅读此作者作品
 《國朝獻徵錄·卷之五十三》，出自焦竑《國朝獻徵錄》
 《明史卷一百九十一》，出自《明史》